# Pedro Abellanas Cebollero
Pedro Abellanas Cebollero   (Saragossa, 20 de novembre de 1914 - Madrid, 29 de juliol de 1999) va ser un matemàtic espanyol.
Nascut a Saragossa, fill d'un paleta de Nocito (Nueno, Osca), va començar estudis d'arquitectura a la universitat de Saragossa, però es va entusiasmar per les matemàtiques i es va llicenciar el 1935 en aquesta disciplina. El 1936, en esclatar la Guerra Civil espanyola, va combatre com alferes provisional amb l'exèrcit sublevat, va ser ferit i fet presoner. El setembre de 1939, acabada la guerra, és nomenat professor auxiliar de la universitat de Madrid, en la qual obté el doctorat el 1941. L'estiu de 1942 va anar a la universitat de Leipzig per estudiar geometria algebraica amb Bartel van der Waerden, però va haver de tornar precipitadament per motius familiars; tot i així, va tornar impressionat pel funcionament eficient i auster de la universitat alemanya tot i trobar-se en plena guerra mundial.
El 1942 va ser nomenat catedràtic de la universitat de Saragossa, on va renovar tot l'ensenyament de les matemàtiques. El 1949 guanya el concurs de trasllat i passa a ser catedràtic de geometria projectiva de la universitat de Madrid, càrrec que mantindrà fins a la seva jubilació el 1984.
L'activitat docent i administrativa d'Abellanas va ser intensar: va dirigir des de 1969 l'Institut Jorge Juan del CSIC, va organitzar les olimpíades espanyoles de matemàtiques i va promocionar la participació espanyola a la Olimpíada Internacional de Matemàtiques, va iniciar (juntament amb Sixto Ríos) les reunions anuals de matemàtics espanyols, va crear la secció de Metodologia i Didàctica de la Matemàtica a la universitat de Madrid, va ser un reformador de l'ensenyament de les matemàtiques, incitant als seus deixebles a inclinar-se en aquest sentit, i, com membre de la comissió per a la didàctica de la matemàtica moderna, va implantar la revolució burbakista a l'ensenyament primari i secundari.